# Zrzavé vlasy

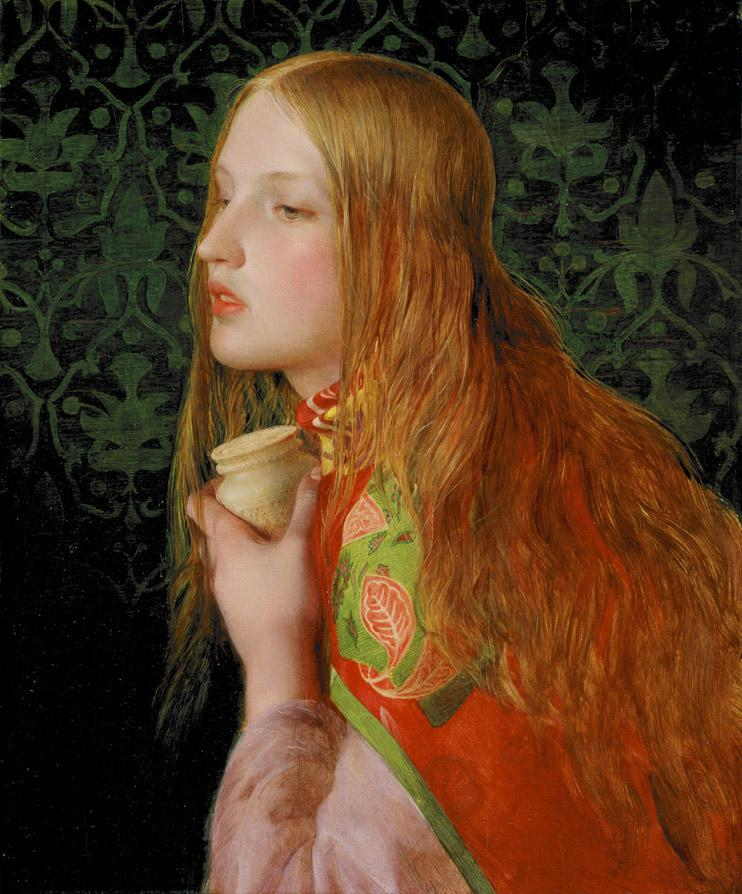
Frederick Sandys: Marie Magdalena (1859)

Zrzavá barva vlasů se vyskytuje zhruba u 1–2 % světové lidské populace. Je způsobena světlým typem melaninu feomelaninem.

## Genetická determinace zbarvení vlasů
Za zbarvení vlasů je zodpovědný pigment melanin, který je produkován buňkami, tzv. melanocyty. Dle zbarvení je následně dělen na tmavý eumelanin a světlý feomelanin. Zrzavá barva vlasů je způsobena vyšší koncentrací světlého pigmentu feomelaninu. Tato vlastnost se předává prostřednictvím šestnáctého páru chromozomů, který produkuje receptor spřažený s G proteinem MC1R. Jde o tzv. recesivní gen, který se nemusí projevit ani v případě, že tuto vlastnost mají oba rodiče. Rusovlasost se odborně nazývá rutilismus. Rutilismus totiž umožňuje efektivněji využít vitamín D, který pokožka vstřebává ze slunečního záření. 

## Genetický drift
S rezavým zbarvením vlasů se pojí také světlé zbarvení pleti, přítomnost pih a šedé nebo zelené oči. Luigi Cavalli-Sforza soudí, že tento znak se objevil před zhruba dvaceti tisíci lety v důsledku genetického driftu, kdy příslušníci druhu Homo sapiens sapiens začali osidlovat oblasti s chladným podnebím a nedostatkem slunečního svitu.  

## Výskyt

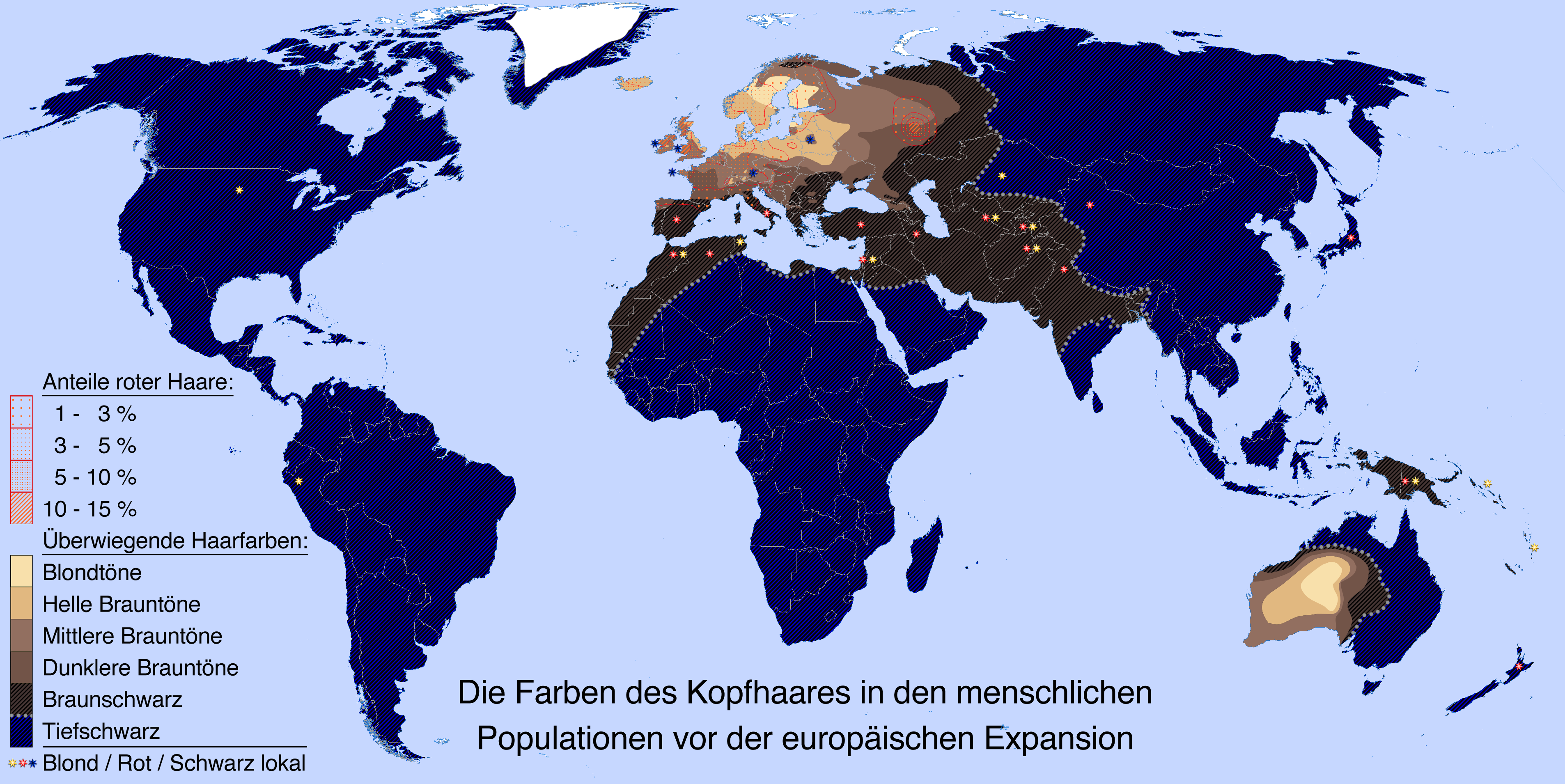
Mapa světa podle převládající barvy vlasů původního obyvatelstva

Rezavé vlasy jsou rozšířeny především v severní a západní Evropě u keltských a germánských národů: v Irsku je má desetina obyvatel. Nápadně vysoký podíl rusovlasých osob v populaci vykazují i Udmurti, Kabylové nebo Tádžici.
Rezavé vlasy mají také tarimské mumie, nalezené v čínské autonomní oblasti Sin-ťiang. Rudé vlasy jsou rozšířeny rovněž mezi aškenázskými Židy. V Polynésii byla tato barva vlasů spojována s náčelnickou vrstvou, proto byly sochy moai na Velikonočním ostrově opatřeny parukami z načervenalého tufu, zvanými pukao. Rezavého odstínu vlasů je možno uměle dosáhnout barvením hennou. 

## Zajímavosti
- Podle legend měli ryšavé vlasy Achilles, Ezau, Marie Magdalena a Jidáš Iškariotský. S touto anomálií se pojila řada pověr, ve středověku byli lidé s touto barvou vlasů často podezíráni z čarodějnictví (viz Malleus maleficarum), také proto, že byli často navíc leváci.

- Rovněž se jim v různých příbězích stereotypně připisuje vznětlivost a snížená sebekontrola. Zrzavé děti bývají ve škole častěji než jiné terčem šikany. Spermabanka Cryos International v roce 2011 oznámila, že nebude přijímat sperma rudovlasých mužů, protože o ně není zájem.[7]

- Existuje výzkum, podle něhož mají zrzaví lidé kvůli zvýšené citlivosti na bolest vyšší spotřebu anestetik.[8]

- Rusovlásky na svých obrazech s oblibou znázorňoval italský renesanční malíř Tizian, proto se této barvě vlasů říká také ticiánová.[9]

- V nizozemském městě Breda se každoročně koná setkání lidí se zrzavými vlasy Roodharigendag.

## Příklady rusovlasých lidí

### Skutečné osobnosti
- Alžběta I. – královna
- Robert Baden-Powell - zakladatel skautingu
- Bjørn Dæhlie – lyžař
- Erik Rudý – objevitel Grónska
- Rupert Grint – herec
- Ed Sheeran – zpěvák
- Princ Henry z Walesu – princ
- Ron Howard – režisér
- Mick Hucknall – zpěvák
- Winston Churchill – politik
- Nicole Kidmanová – herečka
- Vladimir Iljič Lenin – politik
- Barbara Meierová – fotomodelka
- Susan Sarandonová – herečka
- Paul Scholes – fotbalista
- Vincent van Gogh – malíř
- Antonio Vivaldi – hudební skladatel
- George Washington – politik
- Zikmund Lucemburský – císař

### Fiktivní postavy
- princezna Anička – český film Čert ví proč, hraje ji Táňa Pauhofová
- Freya Carlson – americký film The Wrecking Crew z roku 1968
- Lola – ústřední postava německého filmu Lola běží o život z roku 1998, hraje ji Franka Potente
- Princezna Merida – ústřední postava amerického animovaného filmu Rebelka z roku 2012
- Čarodějka Moire – hlavní postava z literárního díla Písně čarodějky a Rudovlasá: Cesta čarodějky (Moire & Desmond) Petry Neomillnerové
- Hilary O'Neilová – z amerického filmu Zemřít mladý, hraje ji Julia Robertsová
- Pipi Dlouhá Punčocha – dívčí postava z díla Astrid Lindgrenové
- Stojí s pěstí – indiánská běloška z amerického filmu Tanec s vlky, hraje ji Mary McDonnellová
- Šebestová – ústřední postava československého televizního animovaného seriálu Mach a Šebestová a filmu Mach, Šebestová a kouzelné sluchátko
- Ygritte – sága Píseň ledu a ohně George R. R. Martina
- Jessica Rabbit – komiksová postava z filmu Falešná hra s králíkem Rogerem
- Ron Weasley, Ginny Weasleyová a jejich sourozenci – literární postavy z řady fantasy románů o Harrym Potterovi
- Jabez Wilson – postava z holmesovské povídky Arthura Conana Doyla "Spolek ryšavců"
- Zrzavý Orm – hrdina románů Franse Gunnara Bengtssona
- Anna Shirleyová – hlavní hrdinka románů Lucy Maud Montgomeryové
- Ester – postava z filmu Sedím na konári a je mi dobre, odtud výrok „Kdo neměl zrzavou, neví, co je láska“
- Maedhros – postava elfa z knih J. R. R. Tolkiena [10]
- Anna z Arendelle – postava z pohádky Ledové království

- Rachel Elizabeth Dare – vedlejší postava z knižní série Percy Jackson a Olympané